# Mahnalanselkä
Mahnalanselkä är tillsammans med Kallioistenselkä och Kirkkojärvi en sjö i Finland. De ligger i kommunen Tavastkyro i landskapet Birkaland, i den sydvästra delen av landet, 180 km nordväst om huvudstaden Helsingfors. Mahnalanselkä - Kirkkojärvi ligger 60,6 meter över havet. Arean är 19,54 kvadratkilometer och strandlinjen är 84,56 kilometer lång. Sjön  ingår i Kumo älvs huvudavrinningsområde.   I omgivningarna runt Mahnalanselkä - Kirkkojärvi växer i huvudsak blandskog. Vid Kirkkojärvi ligger orten Tavastkyro med 9 996 invånare. 
I övrigt finns följande i Mahnalanselkä - Kirkkojärvi:
- Vähä Tahkosaari (en ö)
- Iso Tahkosaari (en ö)

I övrigt finns följande vid Mahnalanselkä - Kirkkojärvi:
- Ilveskivi (en klippa)